# Liste des as croates de la Seconde Guerre mondiale
 (juin 2019).
Liste de tous les as, c'est-à-dire des pilotes ayant remporté plus de 5 victoires aériennes, croates de la Seconde Guerre mondiale.

## Liste des as croates
- Ne sont prises en considération dans la liste suivante que les succès individuels homologués.

| Prénom et nom        | Victoires |
| -------------------- | --------- |
| Mato Dukovac         | 44        |
| Cvitan Galic         | 38        |
| Franjo Dzal          | 16        |
| Ljudevit Bencetic    | 15        |
| Safet Boskic         | 13        |
| Zlatko Stipcic       | 12        |
| Mato Culinovic       | 12        |
| Veca Mikovic         | 12        |
| Eduard Martinko      | 12        |
| Josip Helebrant      | 11        |
| Albin Starc          | 11        |
| Stjepan Martinasevic | 11        |
| Tomislav Kauzlaric   | 10        |
| Vladimir Ferencina   | 10        |
| Zdenko Avdic         | 10        |
| Bozidar Bartulovic   | 8         |
| Josip Kranjc         | 9         |
| Jure Lasta           | 8         |
| Dragutin Gazapi      | 7         |
| Vladimir Kres        | 6         |
| Stjepan Radić        | 5         |

## Liste complémentaire
- Cette liste complémentaire comprend d'autres pilotes croates ayant obtenu des victoires aériennes mais ne pouvant prétendre au titre d'As.
- Ne sont prises en compte que les victoires obtenues sur le Front de l'Est

| Prénom et nom     | Victoires |
| ----------------- | --------- |
| Ivan Baltic       | 4         |
| Albin Sval        | 3         |
| Viktor Mihelcic   | 2         |
| Nikola Vucina     | 2         |
| Janko Dobnibar    | 2         |
| Dragutin Rubcic   | 1         |
| Eduard Banfic     | 1         |
| Sime Fabijanovic  | 0,25      |
| Mirko Kovacic     | 0,25      |
| Mehmedalija Loxic | 0,25      |

## Commentaires et sources

### Commentaires
- Parmi les pilotes officiellement mentionnés comme croates, certains étaient d'une autre nationalité :
  - Slovènes : Albin Starc, Josip Kranjc, Albin Sval, Viktor Mihelcic, Eduard Bantic, Janko Dobnikar, Mirko Kovacic.
  - Bosniaques : Safet Boskic, Asim Korhut, Mehmedalija Loxic.